# Gina Gershon
Gina Gershon (Los Angeles, 10 de junho de 1962) é uma atriz e dubladora norte americana

## Vida pregressa
Gershon nasceu em 10 de junho de 1962, na cidade de Los Angeles. Filha de Mickey Gershon, uma designer de interiores, e Stan Gershon, vendedor que também trabalhou com importação e exportação. Ela foi criada em uma família judia no Vale de São Fernando, em Los Angeles.
Gershon cursou a Escola Elementar Collier Street e a Academia Woodland Hills (antiga Escola Secundária Parkman Junior). Frequentou a Escola Secundária de Beverly Hills e começou a atuar com catorze anos de idade. Após se formar no ensino médio em 1980, ela se mudou para Boston para cursar o Colégio Emerson e, posteriormente, transferiu-se para a Universidade de Nova Iorque. Graduou-se em Bacharel em Belas Artes em teatro e psicologia/filosofia, em 1983.
Gershon disse que sempre quis ser atriz, mas sua carreira começou na música e na dança.

## Carreira

### Televisão
Em 10 de setembro de 2008, Gershon apareceu em um vídeo do website Funny or Die, parodiando a republicana e ex-candidata à vice-presidência Sarah Palin. O vídeo foi intitulado "Gina Gershon Strips Down Sarah Palin" e, posteriormente, ganhou uma sequência intitulada "Gina Gershon Does Sarah Palin 2".
Em 2011, interpretou um personagem recorrente na série How to Make It in America. Sua interpretação de Donatella Versace em House of Versace lhe rendeu elogios da crítica Cathy Horyn.
Em 19 de dezembro de 2014, foi anunciada na última temporada de Glee como Pam, a mãe de Blaine Anderson. Em 2017, Gershon teve um papel recorrente na série Brooklyn Nine-Nine como a tenente Melanie Hawkins. Em 7 de outubro de 2018, ela foi anunciada na série Riverdale, interpretando a mãe de Jughead Jones, Gladys.

### Música
Gershon tocou berimbau de boca em "I Can't Decide", uma canção do álbum Ta-Dah lançado em 2006 pela banda Scissor Sisters. Ela tocou o mesmo instrumento na canção "I Do It For Your Love", no álbum Possibilities de Herbie Hancock e fez um dueto com o baixista Christian McBride na canção "Chitlins and Gefiltefish" e gravou o álbum intitulado In Search of Cleo.

### Livros
Em 2007, Gershon publicou junto com seu irmão Dann o livro infantil Camp Creepy Time. Cinco anos depois publicou seu primeiro livro para adultos, In Search of Cleo: How I Found My Pussy and Lost My Mind.